# Sénégambie et Niger
1902–1904
Entités précédentes :
- Moyen-Niger (1902)
- Haut-Sénégal (1902)

Entités suivantes :
- Haut-Sénégal et Niger (1904)

La Sénégambie et Niger était une colonie de l’Afrique-Occidentale française (AOF),  établie en 1902 et réorganisée en 1904 en portant le nom de Haut-Sénégal et Niger.
Malgré sa brève existence, le gouvernement français a toujours émis des timbres-poste pour cette colonie, sous la forme d'une série de navigation et de commerce, portant l'inscription "SENEGAMBIE / ET NIGER".

## Administration
Le décret du 1er octobre 1902 regroupe les pays de protectorat auparavant dépendant du Sénégal et les territoires du Haut-Sénégal et du Moyen-Niger en une unité administrative et financière nouvelle, sous le nom de Territoire de la Sénégambie et du Niger. Ce territoire est administré directement par le Gouverneur général.